# Hatam
Le hatam, ou hattam, ou encore atam est une langue de Nouvelle-Guinée occidentale en Indonésie. Au nombre de 16 000 (1993), ses locuteurs habitent le kabupaten de  
Manokwari, notamment dans les districts de Warmare, Ransiki et Oransbari, dans la péninsule de Bomberai ou « Tête d'oiseau ».
Les autres nom pour cette langue sont adihup, borai, mansim, miriei, moi, tinam, uran.
Jusqu'à récemment classé comme une branche d'une famille dite de « langues papoues occidentales », le hatam est désormais considéré comme un isolat.